# René Genesis
René Genesis (* 30. Oktober 1918 in Rotterdam, Niederlande; † 8. November 2016) war ein deutscher Schauspieler, der vor allem als Sprecher in zahlreichen Hörspielproduktionen bekannt wurde.

## Leben
Genesis wirkte zunächst vorwiegend als Bühnenschauspieler, so spielte er bis in die frühen 1980er-Jahre am Ernst Deutsch Theater in Hamburg und trat bei den Ruhrfestspielen Recklinghausen an der Seite Günter Königs in einer Inszenierung von Friedrich Dürrenmatts Die Wiedertäufer auf. Vor allem zwischen 1965 und 1975 stand Genesis oft als Gastdarsteller in prominenten, vorrangig in Hamburg produzierten Fernsehserien vor der Kamera, darunter St. Pauli-Landungsbrücken, Hamburg Transit, Die Unverbesserlichen, Cliff Dexter, Stahlnetz, Polizeifunk ruft, Hafenpolizei, Gestatten, mein Name ist Cox! und als sympathischer Stadtarchivar in Kleinstadtbahnhof. Seitdem war er nur noch selten im Fernsehen und auf der Leinwand präsent. Erwähnenswert sind hier eine kleine Rolle in der Kultreihe Timm Thaler, eine Episode der Vorabendserie Die Rettungsflieger, die Uwe-Janson-Verfilmung Herz in der Hand und zuletzt 2000 Lars Büchels Komödie Jetzt oder nie – Zeit ist Geld.
Weit umfangreicher als vor der Kamera nahm sich Genesis’ Einsatz am Mikrofon aus. Er wurde einem breiten Publikum durch seine Stimme bekannt. Er wirkte in Einzel- und Serienproduktionen zahlreicher Hörspielstudios und -labels wie Europa, PEG, auditon und Karussell mit. Oft lieh er seine prägnante Stimme zwielichtigen, bös- und fremdartigen Charakteren, so dem „Col. Brinkley“ in der auditon-Adaption von Karl Mays Schatz im Silbersee, dem „Santer“ in den Winnetou-Hörspielen, dem mörderischen Bankier „Silas Toronthal“ in Jules Vernes Mathias Sandorf (Tom&Della), dem Ritter „de Bracy“ in Ivanhoe und Richard Löwenherz (PEG) und dem Anwalt „Amersham“ in Das indische Tuch nach Edgar Wallace (maritim). Komische Rollen wie als „Reldresal“ in Jonathan Swifts Gullivers Reisen (PEG) oder als „Verleihnix“ in den Asterix-Adaptionen von Tom&Della waren die Ausnahme. Seine beiden Auftritte bei den Drei Fragezeichen dürften heute seine bekanntesten Hörspielarbeiten sein.
René Genesis lebte über Jahrzehnte in Hamburg-Winterhude und verstarb am 8. November 2016 im Alter von 98 Jahren. Seine Ruhestätte befindet sich auf dem Südfriedhof Neumünster.

## Filmografie (Auswahl)
- 1965: Gestatten, mein Name ist Cox – Das Mörderhaus (Fernsehserie)
- 1965: Stahlnetz: Nacht zum Ostersonntag
- 1966: Hafenpolizei – Juwelen nach Maß
- 1967: Polizeifunk ruft – Der Pferdenarr
- 1968: Ein Sarg für Mr. Holloway
- 1968: Die Unverbesserlichen… und ihre Sorgen
- 1968: Stahlnetz: Ein Toter zuviel
- 1969: Gnade für Timothy Evans
- 1969: Doppelagent George Blake
- 1969: Auf der Reeperbahn nachts um halb eins
- 1970: Die Hand im Mund
- 1971: Hamburg Transit – 35 Minuten Verspätung
- 1971: F.M.D. – Psychogramm eines Spielers
- 1978: Geschichten aus der Zukunft (Fernsehserie)
- 1980: Love Affair
- 1981–1982: St. Pauli-Landungsbrücken (Fernsehserie, drei Folgen)
- 1982: Unheimliche Geschichten (Fernsehserie, Folge 11) – Der eingemauerte Schrei
- 1991: Herz in der Hand
- 2000: Jetzt oder nie – Zeit ist Geld

## Hörspiele (Auswahl)
- 1970: Heidi
- 1970: Der Ölprinz
- 1971: Ben Hur
- 1971: Die letzten Tage vom Pompeji
- 1971: Der Graf von Monte Christo
- 1975: Die Schatzinsel
- 1975: Der Schatz im Silbersee
- 1975: Winnetou I – Blutsbrüder
- 1975: Winnetou III – Der Berg des Todes
- 1975: Karl May: Durch die Wüste
- 1975: Gullivers Reisen
- 1975: Die Meuterei auf der Bounty
- 1977: Asterix: Die große Überfahrt
- 1979: Die drei ??? (4) und die schwarze Katze
- 1979: Die drei ??? (9) und die rätselhaften Bilder
- 1979: Mathias Sandorf
- 1983: Edgar Wallace und der Fall Themsedock im Nebel
- 1983: Edgar Wallace: Die Tür mit den sieben Schlössern
- 1983: Edgar Wallace: Das indische Tuch
- 1986: Scotland Yard (8): der Hundemensch vom Hyde Park
- 1986: Tim & Struppi (13): Die Zigarren des Pharao
- 1986: Tim & Struppi (14): Der blaue Lotos
- 1989: Der kleine Vampir in Gefahr